# یوسوکه نوزاکی
یوسوکه نوزاکی (انگلیسی: Yōsuke Nozaki؛ زادهٔ ۱۶ فوریهٔ ۱۹۸۵) بازیکن فوتبال اهل ژاپن است.
از باشگاه‌هایی که در آن بازی کرده‌است می‌توان به باشگاه فوتبال یوکوهاما و باشگاه فوتبال ساگان توسو اشاره کرد.